# Erica versicolor
Erica versicolor är en ljungväxtart som beskrevs av Gábor Gabriel Andreánszky. Erica versicolor ingår i släktet klockljungssläktet, och familjen ljungväxter. Inga underarter finns listade i Catalogue of Life.

## Bildgalleri

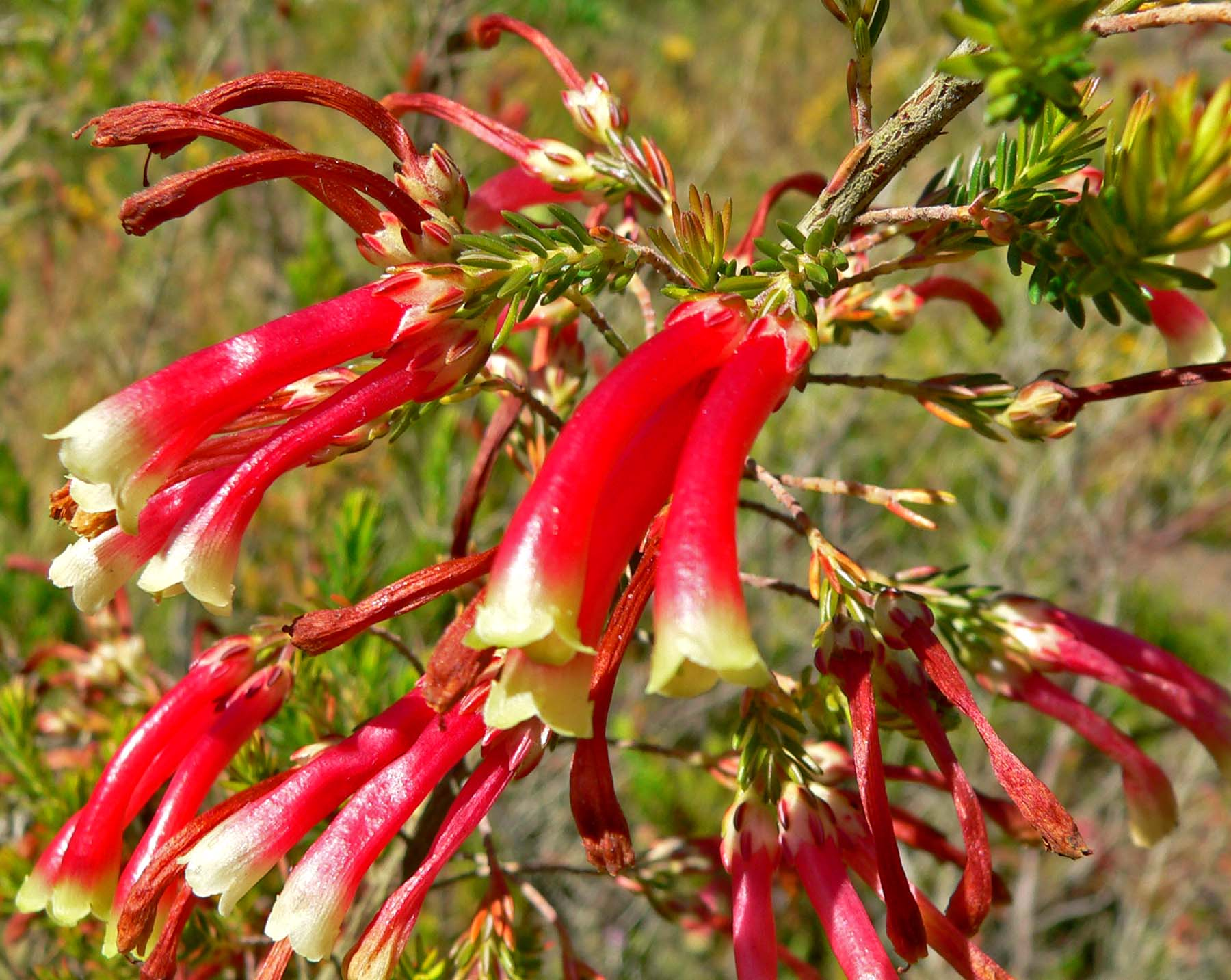
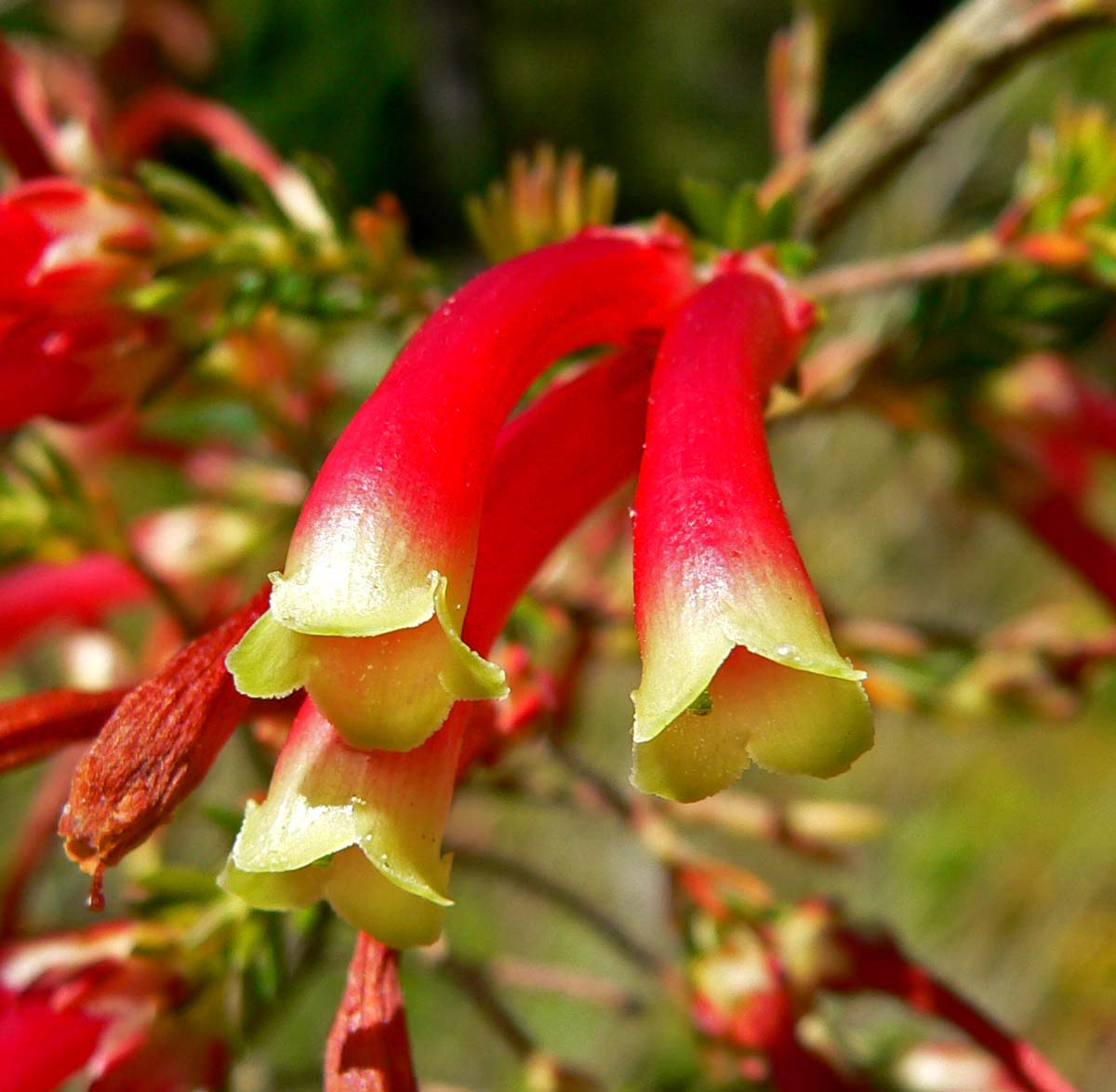
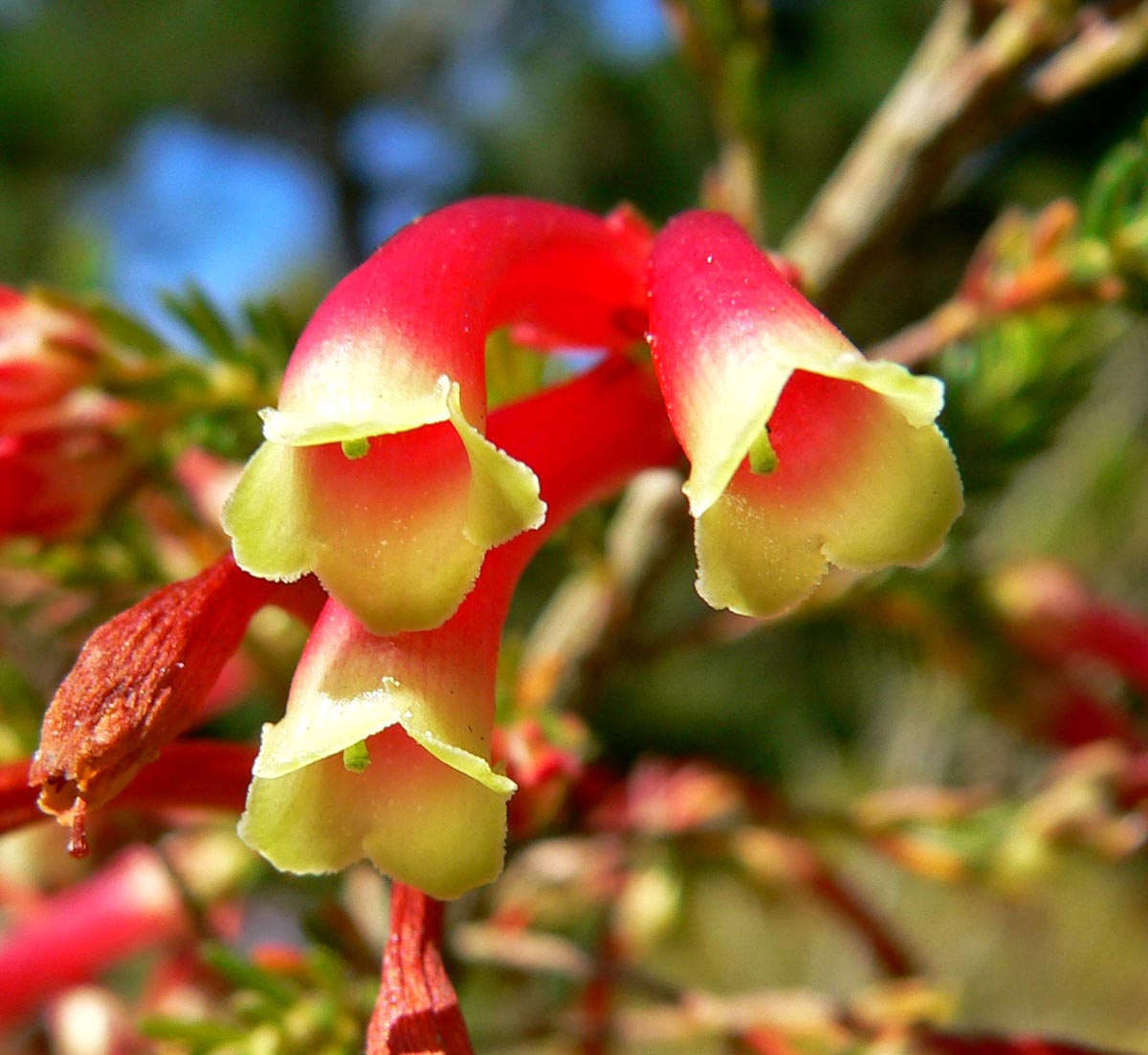
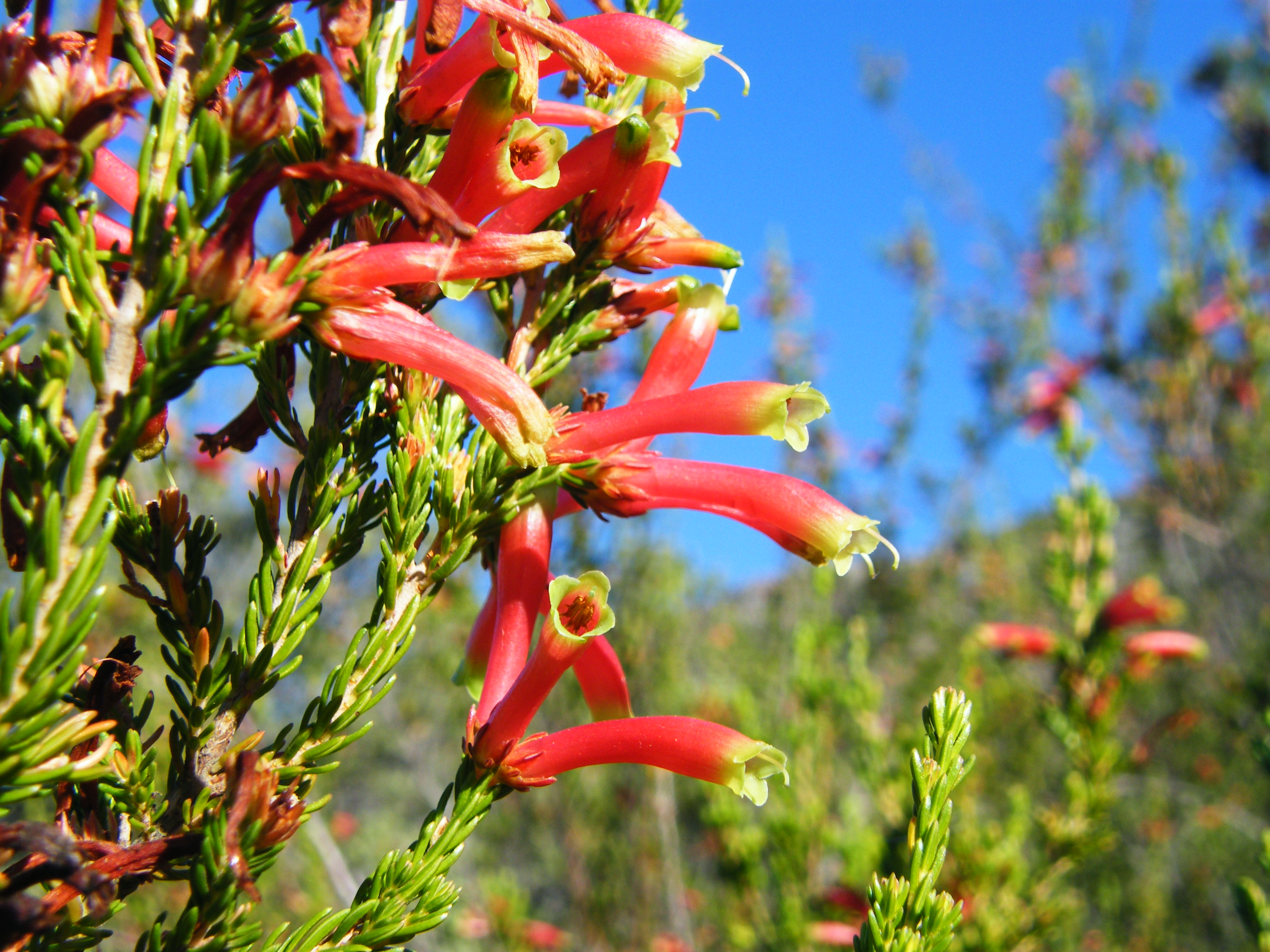
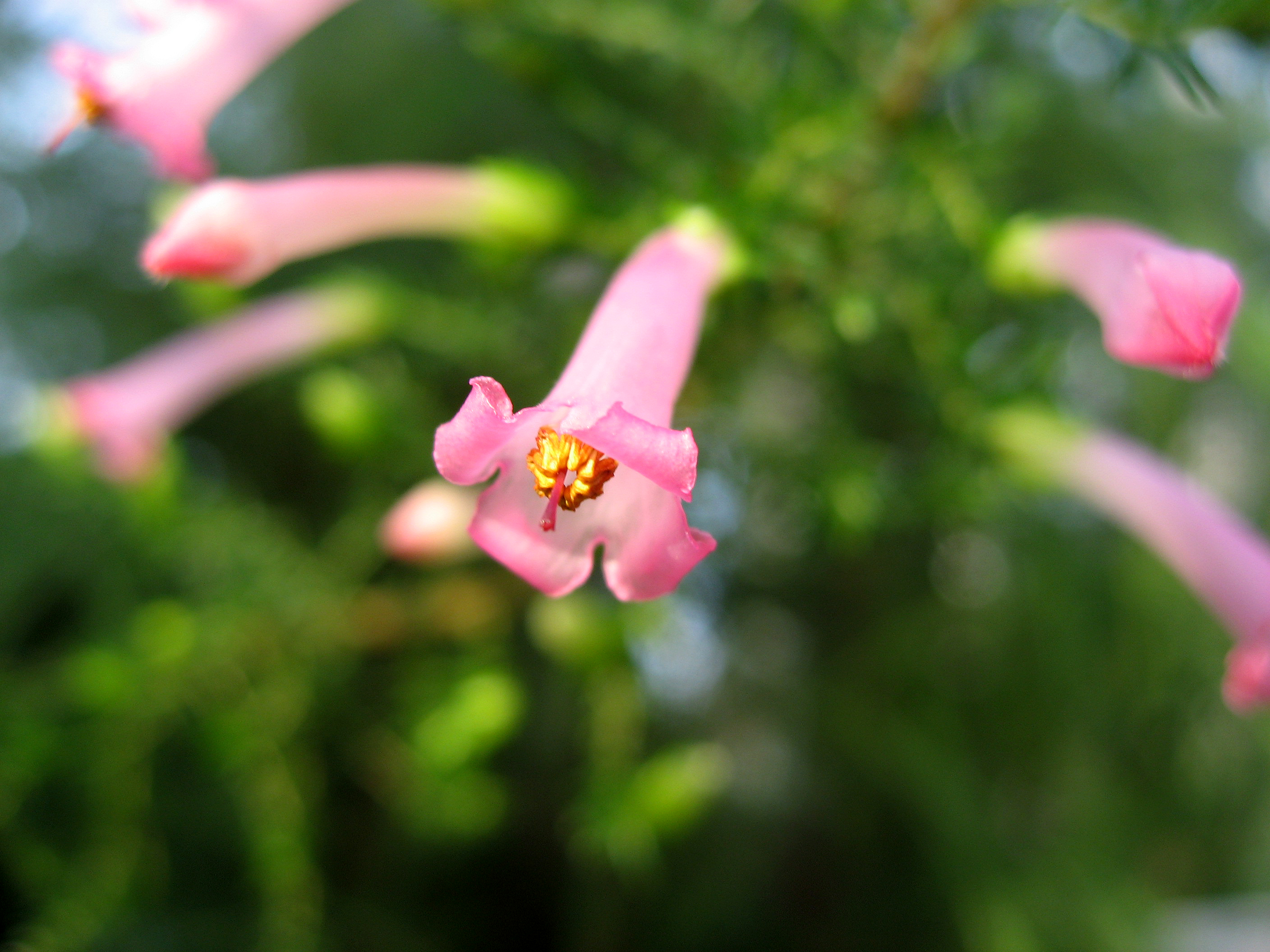